# Індокитай (фільм)
«Індокитай» (фр. Indochine) — французький кінофільм 1992 року, знятий режисером Режисом Варньє, з Катрін Денев і Венсаном Пересом у головних ролях.

## Сюжет
В'єтнам тридцятих років минулого століття. Перед глядачем розгортається подвійна любовна історія. Історія кохання власниці каучукових плантацій Еліани і її прийомної доньки Камілли, до молодого морського офіцера Жана-Батіста. Його примушують виїхати на далекий форпост на півночі, і дівчинка тікає з будинку і вирушає вслід за ним, а в країні тим часом стається багато бід і нещасть…

## У ролях
- Катрін Денев: Еліан Девріс, господарка каучукової плантації
- Венсан Перес: Жан-Батіст Ле Гуен, лейтенант флоту
- Жан Янне: Гі Асселен, голова служби безпеки
- Лінь Дан Фам: Камілла, принцеса
- Домінік Блан: Іветта, дружина Домініка
- Ален Фромаґер: Домінік, майстер
- Ерік Нгуєн: Тхань, студент
- Карло Брандт: Кастеллані, інспектор поліції
- Жан-Батіст Гюїнь: Етьєн (дорослий), син Жана-Батіста і Камілли
- Нгуєн Тран Куанг Джонні: Етьєн (немовля)
- Юбер Сен-Макарі: Раймон
- Анрі Марто: Еміль Деврі, батько Еліан
- Жерар Лартіґо: адмірал
- Анджей Северин: Гебрард
- Май Чау: Шен
- Чу Хунг: чоловік Сао
- Тібо де Монталамбер: Шарль-Анрі
- Едгар Гіврі: епізод

## Знімальна група
- Режисер: Режис Варньє
- Сценарій: Катрін Коен, Луї Гардель, Ерік Орсенна, Режис Варньє, Ален Ле Анрі
- Оператор: Франсуа Катонне
- Монтаж: Женев'єв Віндінг
- Композитор: Патрік Дойл
- Художники: Жак Буфнуар, Еррол Келлі
- Костюми: П'єр-Ів Гайро, Габріелла Пескуччі
- Продюсери: Жан Лабаді, Ерік Г'юманн

## Нагороди
- 1993 — Премія «Сезар»
- 1993 — Премія «Оскар»
- 1993 — Премія «Золотий Глобус»
- 1993 — Премія «Гойя»